# Orectoscelis circularis
Orectoscelis circularis är en skalbaggsart som beskrevs av Michael S. Caterino 2000. Orectoscelis circularis ingår i släktet Orectoscelis och familjen stumpbaggar. Inga underarter finns listade i Catalogue of Life.